# Lewis B. Stillwell
Lewis Buckley Stillwell (* 12. März 1863 in Scranton, Pennsylvania; † 19. Januar 1941 in Princeton, New Jersey) war ein US-amerikanischer Elektrotechniker.

## Biografie

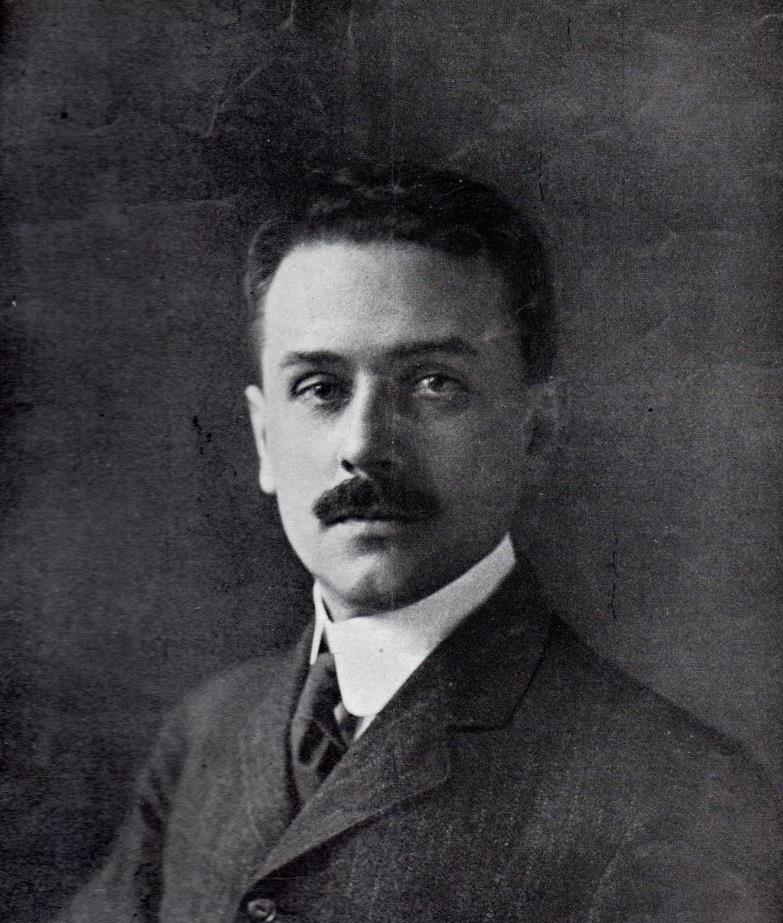
Lewis B. Stillwell

Nachdem er 1885 sein Studium der Elektrotechnik an der Wesleyan (1882–1884) und Lehigh University abgeschlossen hatte, arbeitete er bei Westinghouse Electric in Pittsburgh. Dort entwickelte er zusammen mit Charles F. Scott, Otto Shallenberger und Benjamin G. Lamme ein Wechselstromsystem. 1890 wurde er Chefelektriker bei Westinghouse. Bis 1895 wurde unter seiner Leitung die Edward Dean Adams Power Plant, das erste Großkraftwerk an den Niagarafällen gebaut. Weitere Kraftwerke wurden bei den Willamette-Fällen in Oregon und in Telluride, Colorado errichtet.

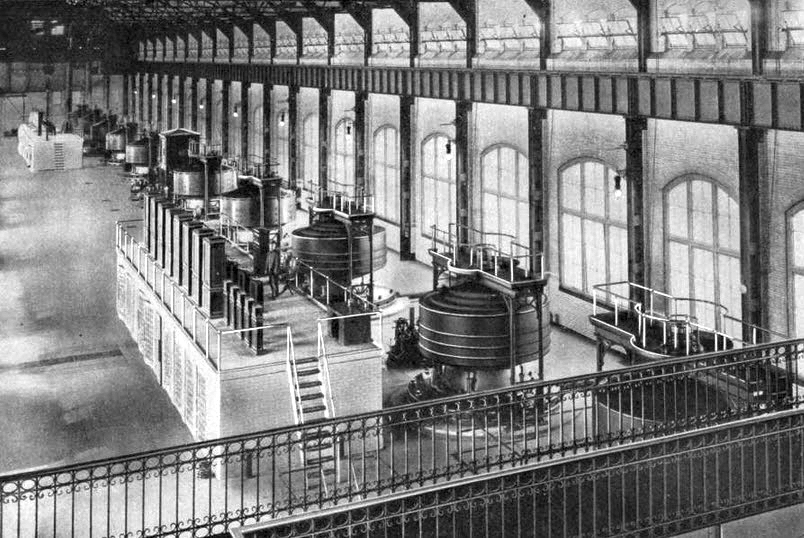
Maschinensaal der Edward Dean Adams Power Plant an den Niagarafällen

1897 wurde er technischer Direktor der Niagara Falls Power Company. Da das Werk mehr Strom produzierte, als in der Nähe benötigt wurde, wurde eine Leitung nach Buffalo gelegt; mit Charles F. Scotts Wandler von Zweiphasen- auf Dreiphasen-Wechselstrom. Stillwell erfand den Stillwell regulator (verschiedene Anzapfungen des Transformators) mit dem die Spannung angepasst werden kann.
Nachdem ihn 1899 die Manhattan Elevated Railway Company als Berater engagiert hatte, gründete er 1900 in New York ein Beratungsbüro. Gleichzeitig wurde er Direktor der Rapid Transit Subway Company in New York City, wo 12.000 Arbeiter am Bau der U-Bahn beteiligt waren. In den nächsten drei Jahrzehnten baute er in sechs weiteren Städten eine U-Bahn.
1909/1910 war er Präsident des American Institute of Electrical Engineers, 1921 wurde er in die National Academy of Sciences gewählt. Seit 1898 war er Mitglied der American Philosophical Society. 1933 wurde ihm die Lamme Medal und 1935 die AIEE Edison Medal verliehen.

## Veröffentlichungen
- Relation of Water Power to Transportation; 1916